# 14. Panzer-Division
14. Panzer-Division var en pansardivision i den tyska armén under andra världskriget. Förbandet bar ursprungligen beteckningen 4. Infanterie-Division, men omorganiserades i augusti 1940 till pansardivision.
Divisionen deltog under våren 1941 i striderna på Balkanhalvön, men återfördes till Tyskland och deltog i Operation Barbarossa under invasionen av Sovjetunionen. Den var i aktion i den södra sektorn, och en av de divisioner som inneslöts och kapitulerade i slaget vid Stalingrad.
Divisionen återupprättades i Frankrike i april 1943 och sändes åter till den södra sektorn på östfronten, där den var kvar till juli 1944 då divisionen drogs tillbaka för återrustning. Den förflyttades från Ukraina till Kurland, och kapitulerade till Röda armén i april 1945.

## Befälhavare
- General der Infanterie Erik Hansen (15 aug 1940 – 1 okt 1940)
- Generalmajor Heinrich von Prittwitz und Gaffron (1 okt 1940 – 22 mars 1941)
- Generalmajor Friedrich Kühn (22 mars 1941 – 1 juli 1942)
- Generalmajor Ferdinand Heim (1 juli 1942 – 1 nov 1942)
- Oberst Hans von Falkenstein (1 nov 1942 – 16 nov 1942)
- Generalmajor Johannes Bäßler (16  nov 1942 – 26 nov 1942)
- Generalmajor Martin Lattmann 26  nov 1942 – 31 jan 1943)
- Generalleutnant Friedrich Sieberg (1 april 1943 – 29 okt 1943)
- Generalleutnant Martin Unrein (29 okt 1943 – 5 sept 1944)
- Generalmajor Oskar Munzel 5 sept 1944 – 1 dec 1944)
- Generalleutnant Martin Unrein (1 dec 1944 – 10 febr 1945)
- Oberst Friedrich-Wilhelm Jürgen (10 febr 1945 – 15 mars 1945)
- Oberst Karl Gräßel (15 mars 1945 – 12 april 1945)